# ECTS
Европейската система за трансфер и натрупване на кредити (на английски: European Credit Transfer and Accumulation System), известна със съкращението ECTS по нейното предишно име на английски език European Credit Transfer System, е общоевропейска система за отчитане на учебната работа на студентите при усвояването на образователна програма или курс.
На практика ECTS се използва при прехвърлянето на студенти от дадено висше училище в друго на цялата територия на Европейския съюз, както и от/към други европейски страни, приели системата. Оценява се времето на обучението от преподаватели към студенти (тоест без самоподготовката) чрез мерни единици, наречени кредити (понякога учебни кредити или дори двусмислено студентски кредити – използвано и за заеми на студенти за следване), също кредитни точки или само точки. Времето на обучение за учебна година, което съставлява около 1500 – 1800 учебни часа, в повечето страни съответства на 60 учебни (студентски) кредита по ECTS, тоест 1 кредит = 25-30 учебни часа. В рамките на ЕС единствено във Великобритания годишното учебно натоварване се оценява различно – със 120 кредита.
Някои български университети имат по-слаби изисквания към своите студенти, въпреки че по въпроса има специална разпоредба на Министерството на образованието. В тези университети 1 кредит ≈ 13 учебни часа.